# پترول ای‌دی
پترول ای‌دی (به انگلیسی: Petrol AD) شرکت نفتی بلغاری است، که در تمرکز عمده آن در زمینه توزیع و ارائه بنزین می‌باشد.
این شرکت دارای ۴۷۰ جایگاه پمپ بنزین، ۸۰ مخزن ذخیره‌سازی بنزین و ۳ پایانه حمل‌ونقل سوخت در کشور بلغارستان است. شرکت پترول ای‌دی در سال ۱۹۳۲ توسط دولت بلغارستان تأسیس شد و در سال ۱۹۹۹ سهام آن واگذار گردید.